# Palazzetto Beccaria
Il palazzetto Beccaria è un edificio medievale di Pavia, in Lombardia.

## Storia
Nel XII secolo la famiglia dei Beccaria era già potente; nel secolo seguente con Zanone, capitano del popolo (1267) e capo dei ghibellini pavesi, e con altri, assunse a grande notorietà, divenne un forte consorzio gentilizio, che sostenne lunghe e aspre lotte contro i Langosco, conti palatini e di Lomello, per conquistare la signoria di Pavia. Sconfitti, i Beccaria lasciare Pavia nel 1295 ma ritornarono nel 1315, appoggiati dai Visconti. Rimasero signori fino al 1357, poi perdettero definitivamente il dominio della città, che fu assoggettata da Galeazzo II Visconti. Il casato si divise nel corso dei secoli in diversi rami, che assunsero varie denominazioni dai nomi dei rispettivi feudi. Dall’antica famiglia è uscito il beato Francesco, dell’ordine dei frati minori. Corrado e Ottone furono vescovi di Pavia, Filippo vescovo di Scutari e Giacomo cardinale sotto papa Innocenzo III; Silvestro, capitano della milizia urbana, fu decurione e così pure il figlio Gaspare Antonio, giurista. Tra i secoli XIV e XVI diversi membri della famiglia furono nominati podestà di Alessandria, Milano, Voghera e Novara. Un ramo della famiglia si stanziò a Milano e da esso nacque Cesare Beccaria, figura di primo piano dell’illuminismo italiano. I Beccaria, come altre consorterie pavesi, era proprietari di diversi palazzi e case all’interno delle mura.

## Descrizione

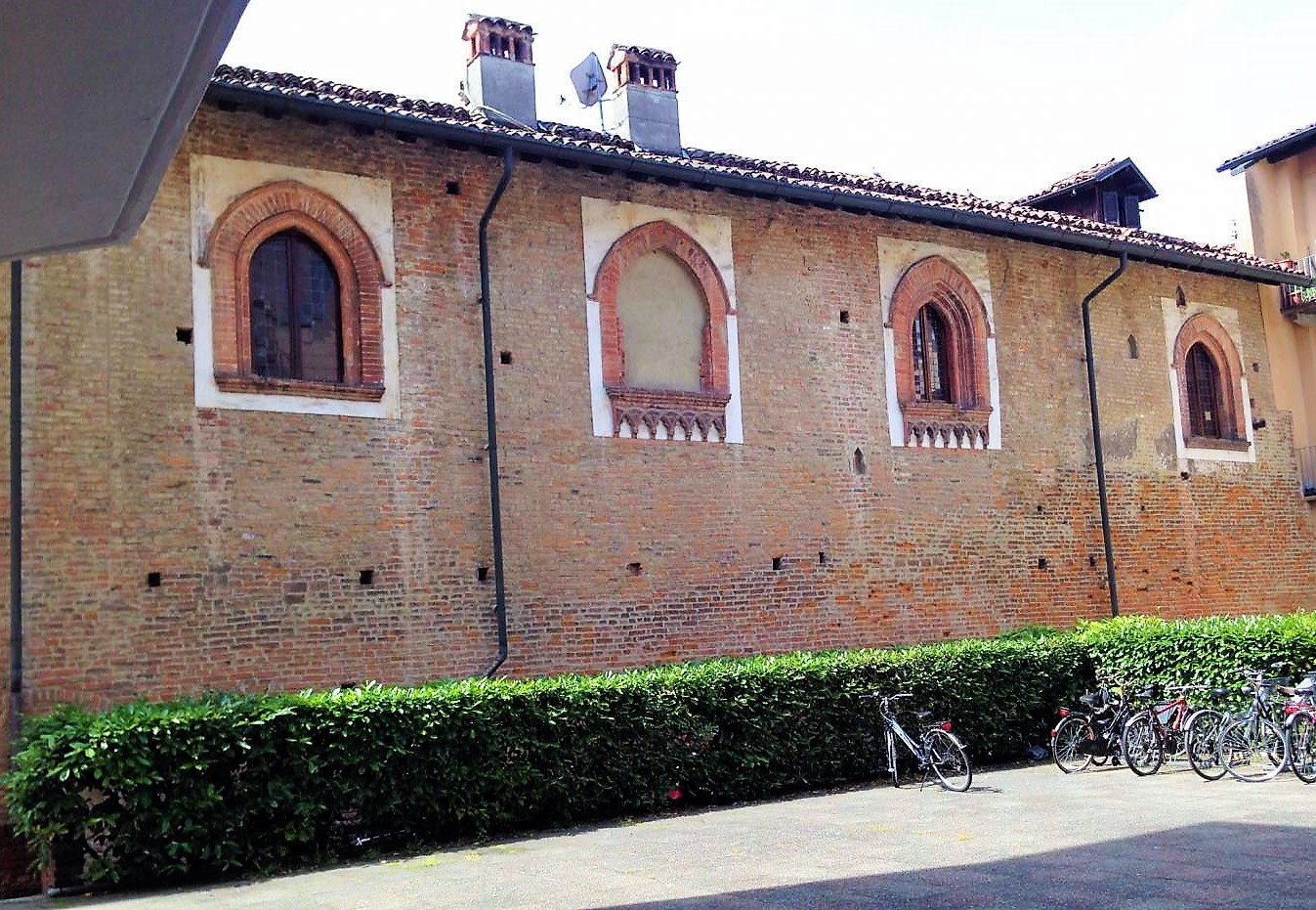
Resti del prospetto settentrionale del palazzetto.

Posto nei pressi di una delle porte minori della città, porta Nuova, attraverso la quale era possibile raggiungere dalla città le strutture portuali disposte lungo il Ticino, originariamente presentava una forma quadrata, con cortile centrale e, probabilmente, quattro piccole torri disposte a ogni angolo, tanto da apparire simile a un castello. Dell’antico impianto si conserva solo parte del fronte settentrionale e parte di quello orientale, provvisto, alla congiunzione delle due maniche, di una torretta, ora cimata. L’edificio fu più volte rimodellato nel corso dei secoli: alcune delle sue murature risalgono al XII secolo e, verosimilmente, alla medesima epoca appartiene anche la piccola bifora (dotata di colonnina e capitello in marmo) presente alla sommità del fronte orientale della piccola torre. Successivamente, tra XIV e XV, il palazzo subì profondi restauri e ampliamenti, a tale fase risalgono le grandi finestre con arco a sesto acuto (che in origine erano bifore), arricchite da decorazioni in cotto sia nella cornice, sia (alcune di esse) alla base del davanzale. Nel corso del XVIII secolo gran parte delle aperture medievali furono tampone e sostituite da finestre rettangolari. Sempre nel Settecento furono inseriti nella facciata anche alcuni balconcini dotati di balaustra i ferro battuto.